# Maytenus communis
Maytenus communis är en benvedsväxtart som beskrevs av Reiss. Maytenus communis ingår i släktet Maytenus och familjen Celastraceae. Inga underarter finns listade.